# Luxemburgkompromissen
Luxemburgkompromissen var en informell överenskommelse mellan medlemsstaterna i Europeiska ekonomiska gemenskapen, som innebar att medlemsstaterna hade vetorätt i frågor som var av ”nationell angelägenhet”. Den undertecknades den 29 januari 1966.
Anledningen till att Luxemburgkompromissen tillkom var på grund av krisen som uppstod i samband med finansieringen av den gemensamma jordbrukspolitik som trädde i kraft 1962. Förut så hade det krävts enhällighet hos medlemsstaterna i Europeiska ekonomiska gemenskapen, men det hade nått sitt slut och rådet började istället ta majoritetsbeslut. Presidenten i Frankrike, Charles de Gaulle, var motståndare till överstatlighet och hade en rädsla för att de andra medlemsstaterna skulle ifrågasätta den gemensamma jordbrukspolitiken, vilket ledde fram till "tomma stolens politik", som i praktiken innebar att Frankrike vägrade delta i de europeiska institutionernas arbete tills de fått tillbaka sin vetorätt. Den "tomma stolens politik" påbörjades den 30 juni 1965 och varade i sju månader. 